# Anisoperas catops
Anisoperas catops là một loài bướm đêm trong họ Geometridae.